# Middlesbrough Ironopolis Football Club
Middlesbrough Ironopolis Football Club foi um clube inglês de futebol que jogou brevemente na Football League na década de 1890.apesar de ter existido por apenas cinco anos,o clube conseguiu ganhar três títulos da Northern League,dois títulos da Cleveland Charity Cup e às quartas de final da Copa da Inglaterra.

## História
O clube foi formado em 1889 por alguns membros do Middlesbrough,que era um clube amador na época.eles queriam que a cidade de Middlesbrough tivesse um clube profissional,e então,fundaram o Ironopolis.eles jogaram seu primeiro jogo contra o Gainsborough Trinity em 14 de dezembro de 1889,empatando por 1x1.o Middlesbrough Ironopolis jogou na Northern League de 1890 até 1893,ganhando três títulos consecutivos.na sua primeira temporada,ele conseguiram chegar à Quarta Rodada de Qualificação da Copa da Inglaterra.durante a temporada 1892-1893,eles chegaram às Quartas de Final da Copa da Inglaterra,antes de perderem para o Preston North End.na temporada 1893-1894,o clube foi aceito na Football League Second Division,substituindo o Accrington F.C.,que havia saído da  Football League no ano anterior.competindo na liga junto com o Ironopolis estavam clubes como Liverppol.Newcastle United F.C. e Woolwich Arsenal.(atualmente Arsenal).o Ironopolis terminou na décima primeira posição em um campeonato com 15 clubes,conseguindo resultados expressivos como 3x0 contra o Small Heath (hoje Birmingham City)e 2x0 contra o Ardwick (hoje Manchester City).
O Ironopolis perdeu seu estádio  Paradise Ground (que era adjacente ao Paradise Field,onde seria construído o Ayresome Park) no fim da temporada.a situação financeira do clube era péssima,e o lucro com os ingressos nos jogos em casa não conseguia cobrir o custo dos salários dos jogadores.outro fator era o de que alguns dos jogos incluíam viajar para regiões como Lancashire e as Midlands.o que agravou ainda mais a situação financeira do clube.em fevereiro de 1894,todos os jogadores profissionais já haviam sido informados dos planos de colocar o time à venda.eles jogaram seu último jogo contra o South Bank F.C. em 30 de abril de 1894,com um empate em 1x1.o Ironopolis saiu da Football League e foi extinto no mês seguinte.